# District de Romorantin
Le district de Romorantin est une ancienne division territoriale française du département de Loir-et-Cher de 1790 à 1795.
Il était composé des cantons de Romorantin, Chaumont, Mennetou, Salbris et Selles.